# Qualifikationsrahmen für Deutsche Hochschulabschlüsse
Der Qualifikationsrahmen für Deutsche Hochschulabschlüsse (HQR) ist ein Instrument zur Beschreibung und Einordnung von Hochschulabschlüssen in Deutschland. Er dient der Förderung, Vergleichbarkeit und Transparenz im deutschen und Europäischen Hochschulraum.

## Geschichte
Der Qualifikationsrahmen für Deutsche Hochschulabschlüsse wurde 2005 erstmals von der Hochschulrektorenkonferenz, der Kultusministerkonferenz und dem Bundesministerium für Bildung und Forschung erarbeitet und 2017 in einer überarbeiteten Fassung verabschiedet.

## Zweck
Der HQR dient mehreren Zwecken:
1. Transparenz: Er macht deutsche Hochschulabschlüsse national und international vergleichbar.
2. Orientierung: Er bietet Informationen für Studieninteressierte und Arbeitgeber.
3. Qualitätssicherung: Er unterstützt die Evaluation und Akkreditierung von Studiengängen.
4. Curriculumentwicklung: Er erleichtert die Gestaltung von Studiengängen.

Er beschreibt die drei Qualifikationsstufen Bachelor-Ebene, Master-Ebene und Doktoratsebene.
Für jede Stufe werden folgende Aspekte definiert: das Qualifikationsprofil der Absolventen, die angestrebten Lernergebnisse, die erforderliche Kompetenzen und Fertigkeiten sowie formale Aspekte (z. B. ECTS-Punkte, Zulassungskriterien, Abschlussbezeichnungen).
Der HQR ist kompatibel mit dem Qualifikationsrahmen für den Europäischen Hochschulraum (HQR) und dem Deutschen Qualifikationsrahmen für lebenslanges Lernen (DQR). Die Niveaus 6, 7 und 8 des DQR entsprechen den Stufen Bachelor, Master und Promotion des HQR.